# Interstate 280 (Ohio)
Die Interstate 280 (kurz I-280) ist ein Interstate Highway in den Vereinigten Staaten, der die Interstate 75 im Lake Township auf einer Länge von 19,97 Kilometern mit den Interstates 80 und 90 sowie dem Ohio Turnpike in Toledo.

## Verlauf
Ab der Interstate 75 verläuft die Interstate 280 in südlicher Richtung und nach der Überquerung des Maumee Rivers über den Veterans’ Glass City Skyway wird sie von der Ohio State Route 65 gekreuzt. Die I-280 durchquert anschließend die Orte Birmingham und Northwood und trifft dabei auf die State Route 2. Östlich des Metcalf Fields trifft die State Route 795 auf die Interstate, bevor sie an den Interstates 80 und 90 endet, die in diesem Abschnitt den Ohio Turnpike bilden. Die Interstate 280 geht an ihrem südlichen Ende in die Ohio State Route 420 über.